# Tabula Rogeriana

Aus den überlieferten Einzelblättern zusammengefügte, lateinisch transkribierte Gesamtkarte (Konrad Miller, 1926)

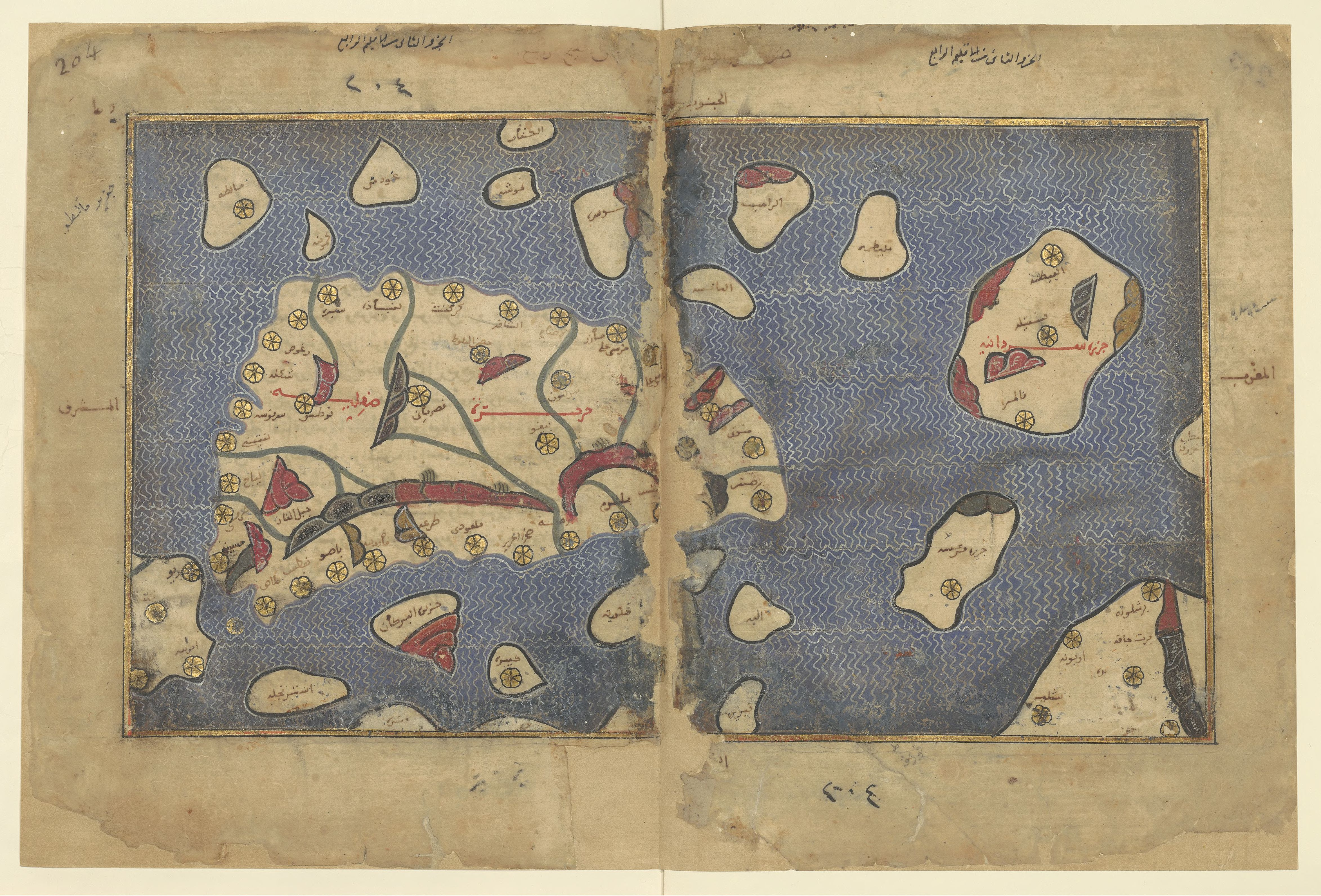
Einzelblatt mit Sizilien und umliegenden Inseln, Handschrift in der Bibliothèque nationale de France (um 1250–1325)

Die Tabula Rogeriana oder Charta Rogeriana (dt. „Karte von Roger“) war eine 1154 vollendete Weltkarte des arabischen Geographen Al-Idrisi. Al-Idrisi arbeitete 18 Jahre lang am Hofe des normannischen Königs Roger II. von Sizilien an den Illustrationen und Kommentaren der Karte. Sie zeigte den gesamten eurasischen Kontinent und den Norden Afrikas, wobei sie auch die sieben zeitgenössischen Klimata abbildete. Sie war arabisch beschrieben und vermutlich, wie erhaltene Teil-Kopien und kreisförmige Darstellungen der Oikumene nahelegen, anders als moderne Karten gesüdet. Die auf einer Silberplatte eingravierte Fassung ging bereits unter Wilhelm I. bei Unruhen verloren.